# إدغار غورغاس
إدغار غورغاس (بالألمانية: Edgar Gorgas)‏ (مواليد 23 أبريل 1928) هو ملاكم ألماني، مثّل بلاده في الألعاب الأولمبية الصيفية 1952.

## روابط خارجية
إدغار غورغاس على موقع أوليمبيديا (الإنجليزية)